# 289 до н. е.

## Події
- Посідіпп вперше виступив як комедіограф.

## Померли
- Агафокл — тиран міста Сіракузи у Сицилії, по ньому править Гікет.